# Phrynobatrachus discogularis
Phrynobatrachus discogularis é uma espécie de anfíbio anuro da família Phrynobatrachidae. O seu estado de conservação ainda não foi avaliado pela Lista Vermelha da UICN. Está presente na Tanzânia.